# ゴスペラーズ 真夜中のコーラス
『ゴスペラーズ 真夜中のコーラス』（ゴスペラーズ まよなかのコーラス）はTBSラジオで2001年から2003年まで放送されていたラジオ番組。2002年に発売されたアルバム『FRENZY』の収録曲と同じタイトルで（『真夜中のコーラス』）、曲自体、番組のテーマソングとして作られたものである。

## 概要
- パーソナリティは基本的にゴスペラーズのメンバー全員だが、レギュラーとしては初期は安岡優と村上てつやであったが、2002年4月6日放送より村上から酒井雄二に交代し、基本的に他の3人は不定期出演だった。
- 2001年10月、『Be@t B@by!! ゴスペラーズ 真夜中のコーラス』として番組スタート。2002年4月に帯枠全体が『Be@t B@by!!』から『JUNK』（1時間枠）へ名称が変更された際には『金曜JUNK ゴスペラーズ 真夜中のコーラス』として再スタートする。なお、ジングルなどでは「Be@t B@by!!」などのフレーズが入っていた。
- 2003年9月26日、24時台JUNKの撤廃に従い終了。

### 放送時間
- TBSラジオ…毎週金曜日24:00～25:00
- JRN系列局…毎週金曜日27:00～28:00

### 放送されていたコーナー
- 真夜中のスコブルイーっすか?
- 真夜中のこだわり
- 真夜中のハーモニー
- 真夜中の直感インスピレーションランキング
- ソウルメン
- 始めよう!ヒューマンビートボックス講座
- 真夜中汁
- 真夜中の告白
- 黒語辞典　…など